# De Oude Meerdijk
Il De Oude Meerdijk è lo stadio di casa della squadra professionistica di calcio olandese FC Emmen. Si trova nella periferia della città, appena fuori dal distretto di Emmen Angelslo Meerdijk in un parco commerciale. Aperto il 27 agosto 1977 era stato dotato di tribune elevate in piedi e negli altri lati. L'FC Emmen giocava all'epoca nel campionato dilettanti (FC Emmen aderì nel 1985 al campionato professionale di Eerste Divisie). A quel tempo lo stadio aveva una capacità di 12.000 spettatori. Il primo match che è stato giocato in questo stadio fu contro i dilettanti del "VV Emmen" che vinse alla fine 3-1 davanti a una folla di 6.000 spettatori. In una partita di play-off contro l'Heerenveen nel 1990 si ebbe il record di 12.000 spettatori allo stadio. È stato ristrutturato 4 volte (1994, 1996, 1997 e 2001) ed ora ha solo 8.600 posti a sedere.
Lo stadio ha avuto diverse denominazioni nel corso degli anni: Meerdijk Stadion (1977–2001); Univé Stadion (2001–2013); JENS Vesting (2013-2017).